# العبودية في اليمن

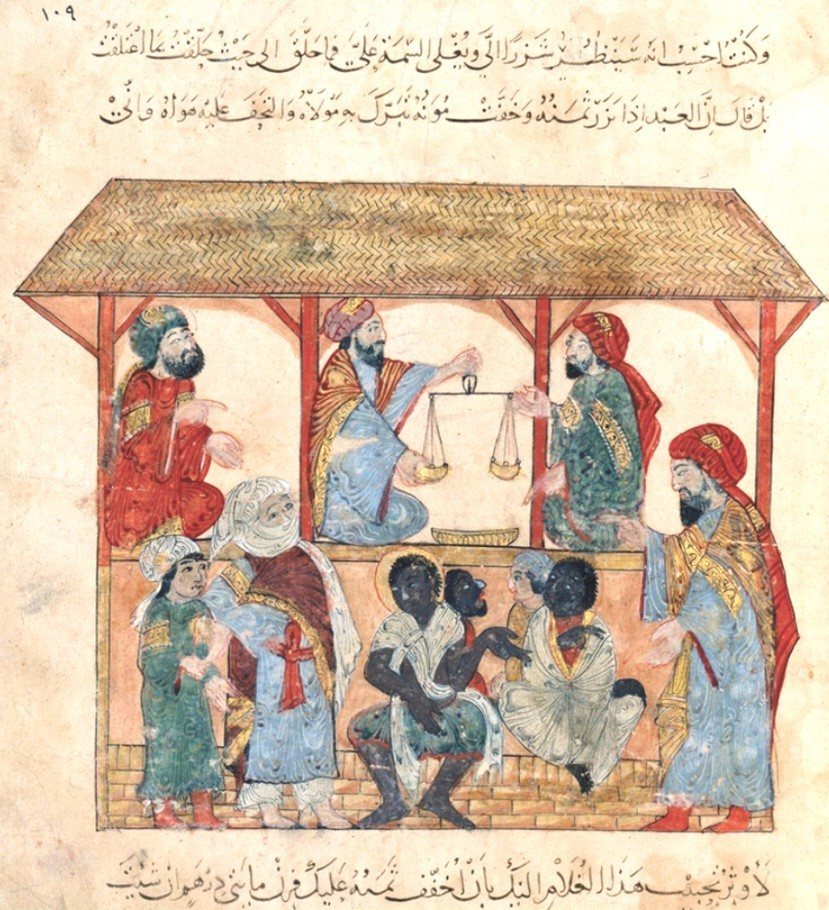
سوق الرقيق في اليمن من القرن الثالث عشر.

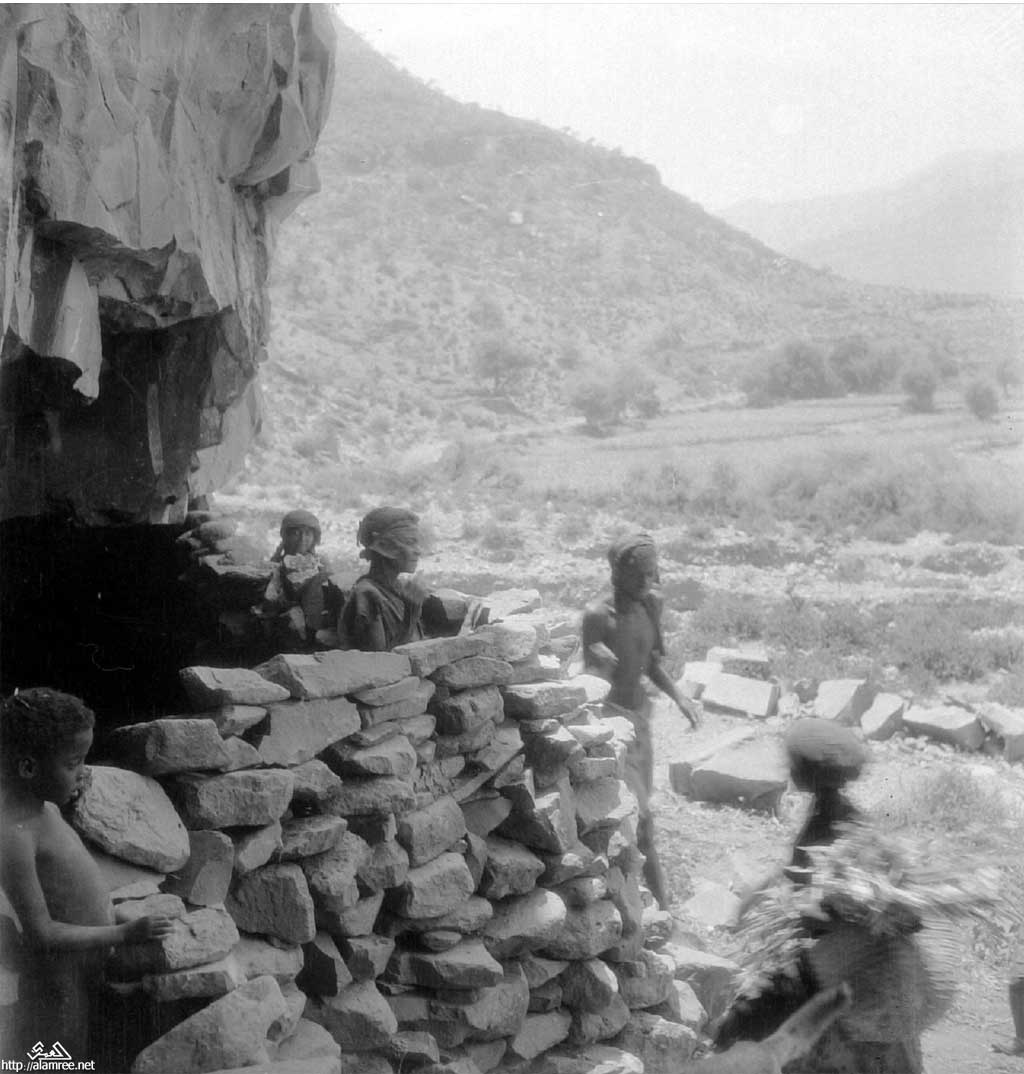
كهوف الأخدام في صنعاء سنة 1942م.

تم إلغاء العبودية في اليمن رسميا في ستينيات القرن العشرين. ومع ذلك فإن العبودية لا تزال موجودة في القرن الحادي والعشرين.
تم إلغاء العبودية في اليمن على مرحلتين بين عامي 1962 و1967. أدت ثورة 1962 في اليمن إلى إلغاء العبودية من قبل الحكومة في شمال اليمن ولكن العبودية في جنوب اليمن لم يتم إلغاؤها حتى تولت الجبهة القومية للتحرير الاشتراكية السلطة عندما غادر البريطانيون في عام 1967.
تقع اليمن في جنوب غرب آسيا وهي دولة عربية في الغالب. تعتبر اليمن دولة نامية وتعيش حالة من الأزمة السياسية منذ عام 2011. وأفادت التقارير أن ما لا يقل عن 85000 شخص كانوا مستعبدين في اليمن في عام 2022 وبسبب استحالة إجراء المزيد من المسوحات في خضم الحرب الأهلية الجارية فقد يكون هذا الرقم أقل من تقديره. وقد اتهمت حركة الحوثيين بإعادة العبودية إلى اليمن.
كما كان الحال في الأوقات السابقة يرث أصحاب العبيد العبيد من خلال الأسرة كما يتم شراؤهم وبيعهم. ويخضع العبيد لسيطرة كاملة من أصحابهم ومن الأمثلة على ذلك أنه على الرغم من السماح للعبيد أحيانا بالزواج من بعضهم البعض إلا أنه لا يسمح لهم بإقامة حفل ولا يسمح لهم برؤية بعضهم البعض إلا في حالة الطوارئ أو في الليل عندما لا يحتاجهم مالكهم. بمعنى ما تم الاعتراف بالعبودية رسميا في اليمن من خلال قاض في المحاكم يؤكد نقل العبد من مالك إلى آخر. وقد تسبب هذا في احتجاج من قبل المجتمع ووسائل الإعلام والتي قيل أن الحكومة سرعان ما كتمتها. وقد اعترف مالكو العبيد اليمنيون ببيع العبيد إلى دول مثل البرازيل والمملكة العربية السعودية مقابل مبالغ كبيرة من المال.

## تاريخ العبودية
تاريخيا انعكست مؤسسة العبودية في منطقة اليمن المتأخرة في مؤسسة العبودية في الخلافة الراشدة (632-661) والعبودية في الخلافة الأموية (661-750) والعبودية في الخلافة العباسية (750-1258).

### تجارة الرقيق إلى اليمن

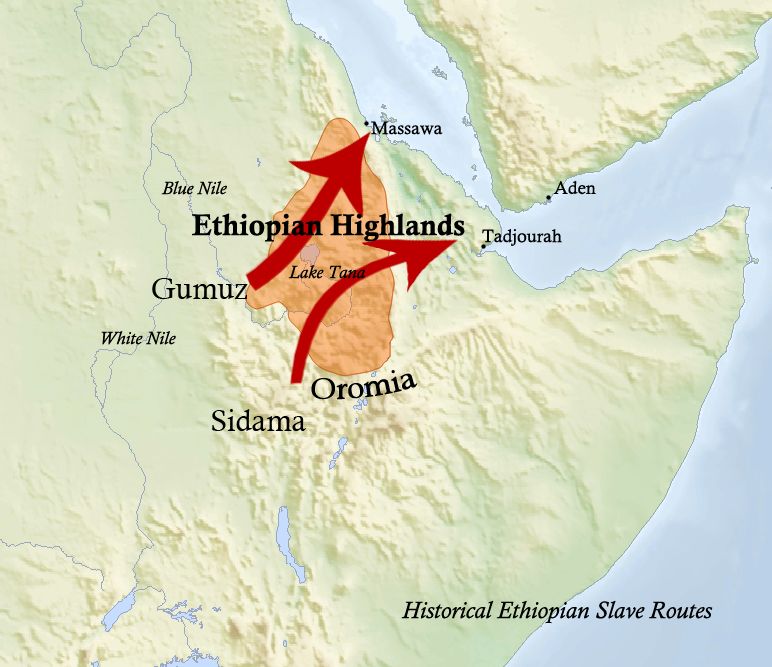
طرق تجارة الرقيق عبر إثيوبيا.

تأسست تجارة الرقيق في البحر الأحمر على الأقل في القرن الأول عندما تم تهريب الأفارقة المستعبدين من القرن الأفريقي عبر البحر الأحمر إلى شبه الجزيرة العربية واليمن.
في العصور الوسطى بدا أن غالبية العبيد كانوا من أصل أفريقي ولكن كان هناك أيضا عبيد من أصول أخرى مثل الهنود والأوروبيين والأتراك فضلا عن الاستعباد غير القانوني للعرب المسلمين على الرغم من حقيقة أن القواعد الإسلامية حظرت استعباد المسلمين الآخرين.
كان يتم إرسال جزية قدرها 1000 عبد سنويا من أرخبيل دهلك إلى اليمن تتكون مما يبدو أنهم عبيد نوبيون أو إثيوبيون. في القرن الثاني عشر قام محمد الإدريسي بتهريب الأطفال الأفارقة من كينيا الحالية إلى شبه الجزيرة العربية وتم تأكيد أن تجارة الرقيق كانت قد حدثت من الصومال الحالية إلى عدن في اليمن في تلك المرحلة. خلال القرن الثالث عشر تم تهريب الأولاد الهنود وكذلك النساء والفتيات الهنديات المخصصات للعبودية الجنسية من الهند إلى شبه الجزيرة العربية وإلى مصر عبر عدن.
في القرن الثالث عشر سجل ابن المجاور الرحالة في اليمن وصفا بيانيا للإجراءات المتبعة في سوق الرقيق في عدن:
في ستينيات القرن الثامن عشر استعبد الشريف العربي الحضرمي اليمني عبد الرحمن القدري مسلمين آخرين أثناء غاراته على ساحل بورنيو في انتهاك للشريعة قبل أن يؤسس سلطنة بونتياناك.

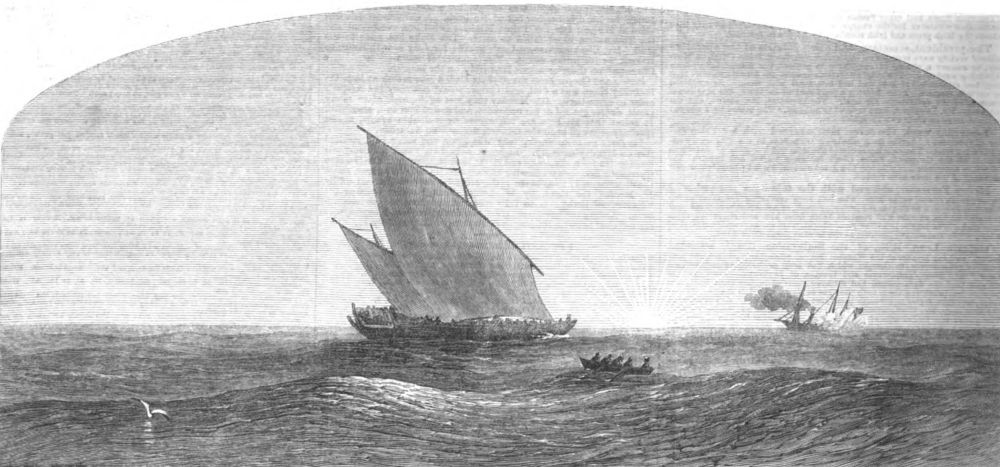
الاستيلاء على مركب شراعي للعبيد بواسطة سفينة إتش إم إس بينجوين قبالة خليج عدن.

في عام 1869 كانت البحرية الملكية البريطانية تفرض حظرا على تجارة الرقيق في خليج عدن واعترضت أكثر من 100 عبد من جالا تم شحنهم بشكل غير قانوني إلى عدن من بربرة. وبعد فترة وجيزة تم اكتشاف المزيد من العبيد في سيارا وتوسل المقدم بلاي فير على متن الباخرة "ليدي كانينج" إلى شيوخ ماكاهيل لتسليم العبيد. وعند رفضهم فتحت ليدي كانينج النار عمدا بالقرب من حصن زيارة المهم. أدى هذا العمل التخويفي إلى إخضاع الشيوخ وتحرير العبيد المحتجزين في المنطقة.
وصفت مدينة الميناء لاحقا بأنها تحت حيازة هبر جيلو:

### وظيفة وشروط العبودية
اختلفت وظيفة العبودية اعتمادا على ما إذا كان الشخص المستعبد ذكرا أو أنثى أو خصيا.

#### الإماء
كانت النساء يستعبدن في المقام الأول كجواري حريم (عبيد جنس) أو كعبيد منزليين. يمكن استخدام العبيد الإناث المملوكة للنساء في عدد من الأعمال المنزلية المنزلية بينما كانت النساء المملوكة للرجال تستغل جنسيا وتستخدم كعبيد جنس وكذلك كمسليات.
في أوائل العصور الوسطى كانت هناك أيضا أقلية من الفتيات العبيد اللاتي تم تدريبهن ليصبحن فنانات القيان أو فتيات مغنيات عبيد. كانت هذه العادة مستمرة حتى القرن الثاني عشر عندما كانت الفنانات العبيد يؤدين عروضهن علنا أمام جمهور من الذكور وكان يتم استغلالهن في الدعارة بشكل أساسي عن طريق بيعهن من عميل ذكر إلى آخر.
كان لدى رجل صيني غير مسلم امرأة إندونيسية من أصل عربي مسلم حضرمي سيد في سولو بجزر الهند الشرقية الهولندية في عام 1913 وهو ما كان فاضحا في نظر أحمد السركتي وإرشاده الإسلامي.
كان العديد من أئمة اليمن أبناء فتيات جاريات واستمرت هذه العادة حتى القرن العشرين. في الستينيات ورد أن الملك وإمام اليمن أحمد بن يحيى (حكم 1948-1962) كان لديه حريم مكون من 100 جارية.

#### العبيد الذكور
كان الخصيان أغلى العبيد. في العصور الوسطى جاءوا بشكل رئيسي من أفريقيا وخضعوا للعملية الخطيرة في إثيوبيا قبل استيرادهم إلى اليمن. كان الأرستقراطيون والملوك يشترون الخصيان ويمكن إعطاؤهم عددا من المهام المختلفة: كمسؤولين ووكلاء لشؤون الحريم والنساء الملكيات كمعلمين ورعاة للأطفال ومشرفين على بقية العبيد.
كان العبيد الذكور الذين لم يكونوا خصيانا يعملون كعمال أو كجنود عبيد (المماليك).
تم تقديم جنود المماليك إلى اليمن خلال سلالة الزياديين (818-981). من القرن التاسع فصاعدا كانوا مؤسسة دائمة في اليمن وفي البداية كان جنود المماليك من أصل إثيوبي ونوبي وتركي ولكن خلال سلالة الرسوليين (1229-1454) فصاعدا كانوا من أصل تركي في المقام الأول وبالتالي تم توفيرهم من تجارة الرقيق في بخارى.

### النشاط ضد العبودية
كان جزء من اليمن تحت سيطرة الإمبراطورية البريطانية في القرنين التاسع عشر والعشرين. شكلت مدينة عدن مستوطنة عدن (1839-1932) والإقليم (1932-1937) والمستعمرة (1937-1963) في حين شكلت المناطق الداخلية محمية عدن (1872-1963) واتحاد إمارات جنوب شبه الجزيرة العربية (1959-1962) واتحاد جنوب شبه الجزيرة العربية (1962-1967) ومحمية جنوب شبه الجزيرة العربية (1963-1967) وانضمت عدن إلى الاتحاد في عام 1963.
عندما تأسست عصبة الأمم أجرت تحقيقا دوليا في العبودية من خلال لجنة العبودية المؤقتة وتم وضع اتفاقية لتسريع إلغاء العبودية وتجارة الرقيق تماما. اعترفت عدن في تقريرها إلى لجنة العبودية المؤقتة في الفترة من 1924 إلى 1926 بوجود عبودية منقولة في اليمن. كانت اتفاقية العبودية لعام 1926 التي تأسست على تحقيق لجنة العبودية المؤقتة التابعة لعصبة الأمم نقطة تحول في حظر العبودية العالمية.
كانت الإمبراطورية البريطانية بعد توقيعها على اتفاقية العبودية لعام 1926 ملزمة بمكافحة العبودية وتجارة الرقيق في جميع الأراضي الخاضعة للسيطرة المباشرة أو غير المباشرة للإمبراطورية البريطانية. ومع ذلك لم تكن السيطرة البريطانية على اليمن كاملة حتى في الجزء من اليمن الذي كان تحت سيطرتها اسميا. تم تقسيم محمية عدن إلى محمية شرقية ومحمية غربية. تم تقسيم هذه إلى 23 سلطنة وإمارة والعديد من القبائل المستقلة التي لم تكن لها علاقات مع الدول الأصلية. تضمنت الصفقة بين الدول الأصلية وبريطانيا حماية وسيطرة كاملة على العلاقات الخارجية من قبل البريطانيين. حد هذا من سلطتهم الفعلية على فعل شيء بشأن العبودية.
في عام 1932 طلبت عصبة الأمم من جميع الدول الأعضاء تضمين التزام مناهض للعبودية في أي معاهدات تبرمها مع جميع الدول العربية. في عام 1932 شكلت عصبة الأمم لجنة الخبراء بشأن العبودية لمراجعة نتيجة وإنفاذ اتفاقية العبودية لعام 1926 مما أدى إلى تحقيق دولي جديد في إطار أول لجنة دائمة للعبودية وهي اللجنة الاستشارية للخبراء بشأن العبودية في الفترة من 1934 إلى 1939.
في عام 1936 قدمت السلطات البريطانية في عدن تقريرا عن العبودية في اليمن. وذكر التقرير البريطاني وجود ما بين 5000 إلى 10000 عبد في تعداد سكاني يبلغ ثلاثة ملايين نسمة. كانت غالبية العبيد إما يتم الاتجار بهم من إفريقيا أو ولدوا لأفارقة مستعبدين في اليمن وكانت أقلية صغيرة من العبيد من القوقازيين. كان معظم العبيد الذكور من الأفارقة الذين يعملون في الأعمال الزراعية أو كجنود. كانت مصر والحجاز أيضا من الدول المستقبلة للنساء الهنديات اللاتي تم الاتجار بهن عبر عدن وغوا. ومنذ حظرت بريطانيا تجارة الرقيق في مستعمراتها لم تعد عدن التي حكمها البريطانيون في القرن التاسع عشر رسميا دولة مستقبلة للعبيد وتم شحن العبيد المرسلين من إثيوبيا إلى شبه الجزيرة العربية إلى الحجاز بدلا من ذلك.
حظيت العبودية في اليمن باهتمام اللجنة الاستشارية للخبراء بشأن العبودية. ووصف التقرير المقدم إلى اللجنة بشأن حضرموت وجود النساء الصينيات اللاتي يتم الاتجار بهن من سنغافورة للاستعباد كمحظيات والنساء الهنديات اللاتي يتم الاتجار بهن إلى حضرموت لبيعهن من قبل أزواجهن والأطفال الهنود الذين يتم نقلهم رسميا إلى هناك للدراسات الدينية ليتم بيعهم فقط عند وصولهم. حاول البريطانيون إقناع الحكام المحليين الساحليين لمحمية عدن بالتوقيع على اتفاقية لحظر تجارة الرقيق ولكن بحلول يناير 1939 لم يفعل ذلك سوى القليل.
لم يلغ البريطانيون الذين ألزمتهم اتفاقية العبودية لعام 1926 بإلغاء جميع ممارسات العبودية في الإمبراطورية البريطانية العبودية كمؤسسة في اليمن لكنهم تمكنوا من تحرير العديد من العبيد بشرائهم وعتقهم ونقلهم داخل الإمبراطورية البريطانية.

### إلغاء العبودية
بدأ إلغاء العبودية في جميع أنحاء العالم في القرنين السابع عشر والثامن عشر عندما تم اعتماد إعلان حقوق الإنسان في عام 1789 والذي نص على أن "الرجال يولدون ويظلون أحرارا ومتساوين في الحقوق". وبحلول القرن التاسع عشر حظر عدد متزايد من البلدان مثل هولندا المشاركة في تجارة الرقيق الأفريقية وسرعان ما ألغت العبودية في جميع مستعمراتها جنبا إلى جنب مع فرنسا. وبحلول القرن العشرين انتشر إلغاء العبودية عالميا حيث اتبعت دول مثل بورما وسيراليون هذه الحركة.
بعد الحرب العالمية الثانية كان هناك ضغط دولي متزايد من الأمم المتحدة لإنهاء تجارة الرقيق في شبه الجزيرة العربية. في عام 1948 أعلنت الأمم المتحدة أن العبودية جريمة ضد الإنسانية في الإعلان العالمي لحقوق الإنسان وبعد ذلك أشارت المنظمة الدولية المناهضة للعبودية إلى وجود حوالي مليون عبد في شبه الجزيرة العربية وهو ما يشكل جريمة ضد اتفاقية العبودية لعام 1926 وطالبت الأمم المتحدة بتشكيل لجنة للتعامل مع هذه القضية. شكلت الأمم المتحدة اللجنة المخصصة للعبودية في عام 1950 مما أدى إلى تقديم الاتفاقية التكميلية لإلغاء العبودية. قدمت اللجنة المخصصة للعبودية تقريرا عن العبودية في اليمن خلال التحقيق الذي أجري في الفترة 1950-1951.
في الخمسينيات من القرن الماضي فيما يتعلق باللجنة المخصصة للعبودية والاتفاقية التكميلية لإلغاء العبودية وصف بارنيت جانر المملكة العربية السعودية واليمن بأنهما الدولتان الوحيدتان المتبقيتان حيث كانت العبودية لا تزال مؤسسة قانونية:
في عام 1962 كانت اليمن واحدة من آخر الدول في العالم التي ألغت العبودية. أدت ثورة عام 1962 في اليمن إلى إلغاء العبودية من قبل الحكومة في (شمال) اليمن ولكن في جنوب اليمن البريطاني استمرت السلطات الاستعمارية البريطانية في تجنب التدخل في قضية العبودية وتم إلغاء العبودية في جنوب اليمن بدلا من ذلك من قبل جبهة التحرير الوطني الاشتراكية التي تولت السلطة عندما غادر البريطانيون في عام 1967.
اليمن هي أيضا دولة عضو في الأمم المتحدة. تخضع جميع الدول الأعضاء في الأمم المتحدة للإعلان العالمي لحقوق الإنسان والذي ينص على وجه التحديد في المادة 4 على أنه "لا يجوز استرقاق أحد أو استعباده ويحظر الرق وتجارة الرقيق بجميع أشكالهما". يحدد هذا الإعلان الحقوق الأساسية التي يحق لجميع البشر التمتع بها. تصبح الحقوق الموضحة في الإعلان قابلة للتنفيذ قانونا لأنها تحدد مصطلحي "الحريات الأساسية" و"حقوق الإنسان" والتي تظهر في ميثاق الأمم المتحدة. جميع الدول الأعضاء في الأمم المتحدة ملزمة قانونا بالامتثال لميثاق الأمم المتحدة.
بالإضافة إلى ذلك توجد أيضا اتفاقية الرق لعام 1926 والتي كانت تهدف عند إنشائها إلى منع الرق وتجارة الرقيق. حددت على وجه التحديد ماهية الرق وتجارة الرقيق واتفق جميع المشاركين على منع وإزالة جميع أشكال العبودية التي كانت موجودة داخل بلادهم تدريجيا وكذلك فرض عقوبات على أي شخص يكتشف أنه يتاجر بالرقيق أو متورط في السيطرة على عبد. اعتبارا من عام 1987 أصبحت اليمن طرفا في هذه الاتفاقية مما يعني أنها وافقت على هدفها ووافقت على الالتزامات التي فرضتها على الأطراف.
في حين لم يكن جميع العبيد في اليمن من أصل أفريقي فقد تطورت الصور النمطية العنصرية في اليمن التي تربط البشرة السوداء بالعبودية وقد ساهم هذا في التمييز ضد الأشخاص من أصل أفريقي أيضا بعد إلغاء العبودية.

## العبودية الحديثة في اليمن
لكي يعتبر شخص ما عبدا يجب أن يندرج ضمن إحدى الفئات الأربع التالية: 1) أن يكون مهددا سواء جسديا أو عقليا بالعمل. 2) أن يكون تحت سيطرة شخص آخر أو مملوكا له إما من خلال التهديدات أو الإساءة الجسدية أو العقلية. 3) أن يعامل كأنه منقول أو يشترى أو يباع كممتلكات أو يهين إنسانيته. 4) أن يكون مقيدا جسديا أو أن تكون هناك قيود على حرية الحركة.
لقد وردت تقارير تفيد بوجود نوعين رئيسيين من العبودية حاليا في اليمن. الأول هو الاتجار العام بالبشر والذي يمكن تعريفه بأنه استدراج البالغين أو الأطفال إلى موقف يؤدي إلى استغلالهم عن طريق التهديد أو العنف أو التشويه المتعمد ثم إجبارهم على أداء وظائف معينة. أما النوع الثاني فهو أولئك الذين لا يخضعون للاتجار ولكنهم بدلا من ذلك ما زالوا يعانون من العبودية والإساءة. وقد وردت تقارير تفيد بأن مثل هذه الإساءة تحرم العبيد من حق أساسي في الوصول إلى المياه ما لم يسمح لهم مالكهم بذلك.
الأطفال معرضون بشدة للعبودية في اليمن حيث أن أي طفل من العبيد الحاليين محكوم عليه أيضا بحياة العبودية وغالبا ما يجبر الأطفال على العمل مقابل أجر ضئيل أو حتى بدون أجر في القطاع الزراعي. السن القانوني للأطفال لبدء العمل في اليمن هو 14 عاما والحد الأدنى للسن الذي يمكنهم فيه بدء العمل الذي يعتبر خطيرا هو 18 عاما. ومع ذلك في عام 2012 وجد أن 13.6٪ من الأطفال الذين تتراوح أعمارهم بين 5 و 14 عاما يعملون في العديد من القطاعات على الرغم من أن القطاع الأكثر انتشارا بين الأطفال هو القطاع الزراعي والذي بالمناسبة هو أيضا أحد أكثر القطاعات خطورة.
بالإضافة إلى عبودية الأطفال تم اكتشاف وجود عبيد بالغين أيضا يتحكم فيهم أصحابهم والذين يعملون في منازل خاصة ويجبرون على أداء مهام معينة.

### أسباب العبودية الحديثة
أحد الأسباب المحتملة للعبودية الحالية في اليمن فيما يتعلق بعدم شرعيتها هو مدى الفقر داخل مجتمعات معينة. اقترح عبد الهادي العزازي أحد أعضاء الفريق الذي يحقق في العبودية في اليمن أنه بسبب مستويات الفقر قد يسمح الأشخاص المتضررون لأنفسهم بالخضوع لسيطرة الأثرياء من أجل الحصول على نوعية حياة أفضل مما يمكنهم توفيره لأنفسهم.
هناك عامل آخر محتمل لوجود العبودية في اليمن وهو الفساد الحكومي حيث يسهل الإفلات من العبودية ولا يتم اتخاذ أي خطوات لوضع حد لها. إلى جانب ذلك من الصعب الخروج من دورة العبودية عندما لا يكون هناك تدخل حكومي أو وعي حقيقي من قبل الجمهور والدول الأخرى بما يجري وهو جزء من سبب العبودية في اليمن. إذا لم يكن الناس على دراية بما يحدث فلا يمكنهم فعل أي شيء حيال ذلك. وصفت دورة العبودية بأنها فقر تليها العبودية ثم نتيجة لذلك الافتقار إلى التعليم وبالتالي عدم وجود أي نوع من الحرية على الإطلاق. وهذا يعني أن أي أطفال للعبيد الحاليين يدفعون إلى الاعتقاد بنفس ما يعتقده آباؤهم - أنهم لا يحق لهم الحرية ويجب أن يفعلوا ما يقال لهم من قبل أصحابهم. في عام 2019 أثناء الحرب الأهلية اليمنية دعم الحوثيين استعادة العبودية مع احتجاز عائلات قادة الحوثيين لأكثر من 1800 مواطن كعبيد وخدم في مساكنهم وأماكن عملهم.